# Зехра Ширак
Зехра Ширак (на турски: Zehra Çırak) е турско-германска поетеса и писателка на произведения в жанра лирика.

## Биография и творчество
Зехра Ширак е родена през 1960 г. в Истанбул, Турция. Когато е тригодишна семейството ѝ се премества в Германия и израства в Карлсруе. Живее в Берлин от 1982 г.
Първоначално публикува своите стихотворения в антологии и списания. Първата ѝ книга, стихосбирката „Уловени полети“ (Flugfänger), е издадена през 1988 г.
За творбите си получава множество награди и стипендии. През 1993 г. е удостоена с поощрителната литературна награда „Фридрих Хьолдерлин“ на град Бад Хомбург. През 2001 г. получава литературната награда „Аделберт фон Шамисо“, която получава като поощрителна и през 1989 г. за произведенията си на немски език.
В лириката си поетесата разглежда общи човешки екзистенциални въпроси в любовни и поетологично-езиково-критични стихотворения, въз основа на собственият ѝ сетивен опит и откриването на лирически материал в ежедневието. Част от стихотворения ѝ са текстове и фокусна точка на съвместното сътрудничество върху скулптурите на обектния художник, съпругът ѝ Юрген Валтер, с когото правят общи изложения. Критиката вижда в произведенията ѝ тясна връзка с немскоезичната междукултурна литература.
Зехра Ширак живее в Берлин.

## Произведения

### Поезия
- Flugfänger (1988)[1][2][3][4][5][6]
- Vogel auf dem Rücken eines Elefanten (1991)
- Fremde Flügel auf eigener Schulter (1994)
- Leibesübungen (2000)
- In Bewegung (2008)
- Die Kunst der Wissenschaft (2012)

### Сборници
- Der Geruch von Glück (2011) – разкази